# Perosa Canavese
Perosa Canavese is een gemeente in de Italiaanse provincie Turijn (regio Piëmont) en telt 590 inwoners (31-12-2004). De oppervlakte bedraagt 5,0 km², de bevolkingsdichtheid is 118 inwoners per km².

## Demografie
Perosa Canavese telt ongeveer 271 huishoudens. Het aantal inwoners steeg in de periode 1991-2001 met 18,2% volgens cijfers uit de tienjaarlijkse volkstellingen van ISTAT.
| Jaar | Inwoneraantal |
| ---- | ------------- |
| 1991 | 473           |
| 2001 | 559           |

## Geografie
Perosa Canavese grenst aan de volgende gemeenten: Pavone Canavese, Romano Canavese, San Martino Canavese, Scarmagno.
1. ↑  https://demo.istat.it/?l=it.